# Río Mishahua
Der Río Mishahua, alternative Schreibweise: Río Mishagua, ist ein etwa 200 km langer rechter Nebenfluss des Río Urubamba im Osten von Peru in den Regionen Cusco und Ucayali. 

## Flusslauf
Der Río Mishahua entspringt im Osten des Distrikts Megantoni in der Provinz La Convención auf einer Höhe von ungefähr 480 m. Das Quellgebiet liegt an der Wasserscheide zum weiter östlich gelegenen Einzugsgebiet des Río Manú, knapp 20 km nördlich der ersten Höhenkämme der peruanischen Ostkordillere. Der Río Mishahua fließt anfangs 40 km in nordnordwestlicher Richtung. Unterhalb der Einmündung des Río Vinuya bei Flusskilometer 149 von rechts wendet sich der Río Mishahua nach Westen und bildet die Grenze zwischen der Provinz La Convención im Süden und der Provinz Atalaya im Norden. Bei Flusskilometer 143 trifft der Río Paco, bei Flusskilometer 131 der Río Serjali, beide von Süden kommend, auf den Río Mishahua. Gegenüber der Mündung des Río Serjali befindet sich die Ortschaft Santa Rosa de Serjali. Bei Flusskilometer 65 mündet der Río Dorado von rechts in den Río Mishahua. Auf den letzten 40 Kilometern wendet sich der Fluss nach Norden. Er mündet schließlich auf einer Höhe von etwa 281 m 10,5 km südöstlich der Kleinstadt Sepahua in den Río Urubamba. Der Río Mishahua weist auf seinem Lauf durch das Amazonastiefland zahlreiche Flussschlingen auf. 

## Einzugsgebiet
Der Río Mishahua entwässert ein Areal von etwa 3370 km². Dieses erstreckt sich über die Distrikte Echarati und Sepahua und reicht im Süden bis an die Voranden. Der linke Nebenfluss Río Serjali durchschneidet den vordersten Höhenkamm. Das Gebiet ist mit tropischem Regenwald bedeckt. Es umfasst Teile der Reserva Territorial Kugapakori, Nahua, Nanti y otros. Das Einzugsgebiet des Río Mishahua grenzt im Norden an das des Río Sepahua, im Osten an die Einzugsgebiete von Río Las Piedras und Río Manú, im Süden an das des Río Camisea sowie im Südwesten an das des Río Paquiria.